# No temas al amor
No temas al amor é uma telenovela mexicana, produzida pela Televisa e exibida pelo El Canal de las Estrellas entre 27 de março e 07 de agosto de 1980.
Exibida no formato de mininovela, ia ao ar às quintas-feiras, às 17h. O capítulo final foi exibido excepcionalmente às 17h30.

## Elenco
- Daniela Romo - Alejandra
- Enrique Novi - Raúl Contreras
- Antonio Valencia - Ernesto Millán
- Armando Silvestre - Marcos Darío
- Chela Castro - Cristina vda. de Contreras
- Julio Monterde - Francisco Millán
- Ernesto Marín - Carlitos
- Maribel Fernández - Alicia
- Félix Santaella - Raymundo
- Ana Laura Maldonado - Socky
- Carmen Delgado - Marcela
- Ana Silvia Garza - Martha
- Dolores Martí - Marga
- Graciela Lara - Gabriela
- Alfonso Kafitti - Alfonso
- Alejandro Ciangherotti Jr. - Jacinto